# Тарбаган
Тарбага́н, або монгольський (сибірський) бабак (лат. Marmota sibirica) — ссавець роду бабаків, що живе в Росії (в степах Забайкалля та Туви), Монголії (крім Півдня) та Північно-Східному Китаї.
Довжина — до 60 см. Носій збудника чуми. У 1898 році український мікробіолог Данило Заболотний першим довів, що розповсюджують бацили гризуни. Саме хворі бабаки–тарбагани провокували спалахи чуми, яку купці і прочани розносили світом. 
В давнину його вживали в їжу кочові народи Центральної Азії: гуни, монголи та ін.